# Yenght
Yenght es un videojuego desarrollado y distribuido por Dinamic Software en 1984, para Sinclair ZX Spectrum.
Yenght es el primer videojuego de Dinamic Software y la primera aventura gráfico-conversacional publicada en el mercado español. El nombre es la incorrecta escritura del término inglés "youth" (juventud)

## Innovación
Fue la primera aventura de este tipo que incorporaba el concepto de envejecimiento (y muerte) por el paso del tiempo

## Argumento
Tu misión es encontrar la fuente de la juventud, el juego comienza en el interior de un laberinto donde debes encontrar primero la llave, para después poder escapar por la salida. Una vez en el exterior, comienza realmente nuestra búsqueda, pero debemos ser precavidos, pues en el exterior encontraremos varias localidades que conectan de nuevo con el laberinto. El juego cuenta también con rudimentarios personajes secundarios, aunque quizás por algún error de programación, es posible hablar con ellos incluso después de muertos.

## Desarrollo
Este juego está programado en BASIC en combinado con ensamblador, fue desarrollado para Spectrum 48K y cuenta con un total de 74 localidades.